# Dawid (film)
Dawid (wł. Davide, ang. David) – film religijny w koprodukcji niemiecko-amerykańsko-włoskiej na podstawie biblijnych: 1 i 2 Księgi Samuela, opowiadający o losach izraelskich królów Saula i Dawida. Film wyreżyserował w 1997 Robert Markowitz. Autorem scenariusza był Larry Gross. Muzykę do obrazu skomponowali Carlo Siliotto i Ennio Morricone.
Włoska telewizja Rai Uno pokazała film jako dwuczęściowy miniserial. Pierwszy odcinek wyemitowano 23 marca 1997. Obejrzało go 8 079 000 widzów, co stanowiło 30.46% widowni. Drugi odcinek, wyświetlony następnego dnia, zobaczyło 7 575 000 widzów, co stanowiło 26.78% widowni. Odcinki trwały po 95 minut każdy.
Różne telewizje i domy wydawnicze, zajmujące się dystrybucją filmu na płytach DVD w wielu krajach świata, nadawały mu różne tytuły: Dawid, Biblia: Dawid czy Kolekcja biblijna: Dawid.

## Fabuła
Dawid (Gideon Turner, Nathaniel Parker), odważny, utalentowany, młody pasterz z Judei staje się ulubieńcem króla Saula (Jonathan Pryce). Po zabiciu Filistyna Goliata uwielbia go cały naród, co jest przyczyną zazdrości władcy. Po śmierci Saula były pasterz zostaje ogłoszony królem. Grzech popełniony względem Batszeby (Sheryl Lee) i jej męża Uriasza (Marco Leonardi), zbrojne wystąpienie własnego syna Absaloma (Dominic Rowan), to tylko niektóre z ważnych etapów życia protoplasty dynastii panującej w czasach biblijnych w Jerozolimie.

## Nagrody
Film został nominowany do Nagrody Emmy w 1997 w kategorii najlepszy montaż dźwięku w miniserialu lub filmie telewizyjnym.

## Obsada
- Nathaniel Parker jako Dawid
- Jonathan Pryce jako Saul
- Leonard Nimoy jako Samuel
- Sheryl Lee jako Batszeba
- Ben Daniels jako Jonatan
- Richard Ashcroft jako Abner
- Gideon Turner jako młody Dawid
- Maurice Roëves jako Joab
- Dominic Rowan jako Absalom
- Edward Hall jako Amnon
- Clara Bellar jako Tamar
- Gina Bellman jako Mikal
- Franco Nero jako Natan
- Mohamad Belfikh jako Sadok